# Ecstatic Jazz: Crypte de Franciscains Béziers, 12. février 1982
Ecstatic Jazz: Crypte de Franciscains Béziers, 12. février 1982 ist ein Jazzalbum von Jean-Jacques Avenel, Siegfried Kessler und Daunik Lazro. Die am 12. Februar 1982 live in der Krypta des Théâtre des Franciscains in Béziers entstandenen Aufnahmen erschienen 2023 auf Fou Records.

## Hintergrund
In den 1980er-Jahren gehörten nach Ansicht von Ban Granlie der Bassist Jean-Jacques Avenel, der Pianist und Keyboarder Siegfried Kessler und der Saxophonist Daunik Lazro zu den Protagonisten des französischen Free Jazz. Der Jazzmusiker Jean-Marc Foussat restaurierte für die Veröffentlichung auf seinem Label Fou Records einen Mitschnitt von einem Konzert der drei Musiker in Béziers 1982.

## Titelliste
- Jean-Jacques Avenel, Siegfried Kessler & Daunik Lazro: Ecstatic Jazz: Crypte de Franciscains Béziers, 12. février 1982 (Fou Records FR-CD 55)[2]

1. Premier Set a 04:03
2. Premier Set b 13:03
3. Premier Set c 13:45
4. Deuxième Set a 07:42
5. Deuxième Set b 09:14
6. Deuxième Set c 12:33
7. Deuxième Set d 09:33

## Rezeption
Jan Granlie (Salt Peanuts) ist sich nicht sicher, ob sich die Musik, die bei den Konzerten in Béziers als „Ekstatischer Jazz“  präsentiert wurde, besonders stark von den kreativen „Aufführungen“ unterschied, die es damals beispielsweise  im Høvikodden Kunstnersenter, im Kulturhaus in Bærum oder im Munch-Museum Oslo gab. Nach Ansicht des Rezensenten handelt es sich um einen Begriff, der in den nordischen Ländern und in Frankreich unterschiedlich gebraucht wurde. Und wie erwartet, würden die Musiker zwar in der Nähe eines Großteils des Free Jazz beginnen, der in Nordeuropa zur gleichen Zeit (und z. T. etwas früher) präsentiert wurde. Lazro spielt hauptsächlich Altsaxophon, und das auf hervorragende Weise, daneben auch das Basssaxophon. Manchmal könne man das musikalische Geschehen vielleicht mit etwas vergleichen, was das russische Ganelin-Trio gemacht hat, aber gleichzeitig werde es sehr „französisch“. Es könne kein Zweifel bestehen, dass man auf drei Musiker voller Ideen treffe, vielleicht nicht Jazz für „Jedermann“, aber für diejenigen, die Herausforderungen und viel von der frei fließenden Musik mögen, die damals von Europas Free-Jazz-Elite gespielt wurde, nicht weit entfernt von Peter Brötzmann und seinen Kumpanen, aber dennoch sehr spannend und kreativ.